# Kata (álbum de Catalina Palacios)
Kata es el segundo álbum de estudio y más exitoso de la cantante, conductora de televisión y actriz chilena Catalina Palacios. Fue grabado durante 2009 y 2010 bajo el sello discográfico Feria Music. En cuanto al estilo musical, mezcla sonidos del género dance pop y electro pop, lo que marca una gran diferencia en comparación con su álbum debut, Eclipse (2006). Fue publicado el 1 de agosto de 2010 en Chile y el 30 de agosto a nivel mundial, en los formatos físico y digital. Tras su lanzamiento, alcanzó el número cuarenta en Chile.
El 26 de enero de 2009 fue lanzada la canción «Regresarás» como el primer sencillo del álbum, la que se convirtió hasta la fecha, en su mayor éxito comercial y radial. Debutó en el número noventa en Chile, mientras que semanas después alcanzó el número veinte y ocho. Previo al lanzamiento del álbum, se lanzó el sencillo «Cierra la puerta», el 18 de mayo, que alcanzó el número cuarenta y uno. Durante los primeros meses de 2010, «Ya no quiero verte» fue publicado como el tercer y último sencillo del álbum, que alcanzó a debutar en el número noventa y tres.

## Lanzamiento
El lanzamiento del álbum fue realizado en la tienda Feria Mix en Santiago de Chile el 1 de agosto de 2010. Este contó con la participación especial de sus entonces compañeros de Yingo. El show dio inicio a la firma de autógrafos, donde sólo algunos afortunados fanes tuvieron la suerte de asistir. Luego se dio inicio al show principal, el cual consiste en la presentación en vivo de los dos primeros sencillos del álbum; «Regresarás» y «Cierra la puerta», ambos  realizados a las afueras del balcón principal de la tienda.
Tras el lanzamiento del álbum, Catalina comentó a la revista 13/20: "La verdad, es que yo siento que me demoré mucho, por que soy demasiado perfeccionista y ese disco debí haberlo lanzado mucho antes. Ahora estoy contenta con los resultados, me sentí super llena por haberlo hecho y creo que se hizo un muy bonito lanzamiento en el canal (Chilevisión)... me sentí super apoyada."
Su lanzamiento para la descarga digital a nivel mundial, fue a través de las tiendas iTunes y Amazon, el 30 de agosto de 2010.

## Crítica
Al momento de lanzar el álbum, Catalina recibió sólo críticas positivas, así como del Sitio web Chile.com, en donde destacan:

KATA, contiene 12 temas, muy vanguardistas y radiales. La artista nacional que refresca la pantalla chica, cada tarde, con su belleza, comienza a promover su single, «Ya no quiero verte», un tema fuerte, con mucho ritmo en el que se entrelazan con maestría los sonidos actuales. De mirada angelical y belleza indiscutible, tiene un solo norte, trabajar duro para imponer su talento musical.
Chile.com

## Promoción

### Presentaciones
Para la promoción del álbum, Catalina asistió a diferentes programas de televisión, donde interpretó diferentes canciones del álbum. Durante 2009 y 2010 se presentó en Yingo, en 2011 asistió a Sonora Live y Mentiras verdaderas, mientras que en 2012 estuvo en Síganme Los Buenos, 40 Grados, El día D (donde interpretó un cover de la canción «Mi Loco Amor de Verano» del cantante chileno Andrés de León) y el 11 de julio en SDNL.

### Sencillos

#### Regresarás

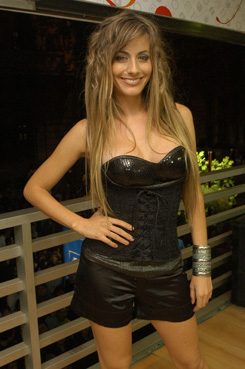
Catalina durante el lanzamiento del álbum.

«Regresarás» es una canción Dance pop escrita y producida por el cantante y productor musical chileno Dj Méndez. Fue publicada como el primer sencillo del álbum el 26 de enero de 2009 en la emisora radial Los 40 Principales. Su primera presentación en vivo fue realizada en el programa de televisión Yingo. Tras su lanzamiento, alcanzó un gran éxito en las emisoras radiales de Chile, como lo fue en Los 40 Principales Chile, en donde alcanzó el primer lugar del ranking durante varias semanas. Debido al gran éxito radial, debutó en el número noventa de la lista de los sencillos más vendidos en chile. Semanas siguientes alcanzó el puesto veinte y ocho, convirtiéndose en el sencillo mejor posicionado de la artista hasta la fecha.
Durante noviembre de 2015 se rodó el vídeo musical de la canción, que fue lanzado el 1 de diciembre de 2015, esto debido a las arduas peticiones de sus fanáticos ya que la canción aún no tenía un vídeo musical propio. La dirección del vídeo está en manos de la propia Catalina Palacios y Daniel Fernández. Además, esta canción es llevada al teatro.

#### Cierra la puerta
«Cierra la puerta» es una canción Dance pop publicada el 18 de mayo de 2009 como el segundo sencillo promocional del álbum, en la emisora radial Los 40 Principales Chile. Para su promoción, Catalina grabó un video musical dirigido por Paskal Krumm, y que fue subido a Youtube el 17 de agosto de 2009. En el ámbito radial, logró ser una de las canciones más sonadas durante ese año. Gracias a ello, el sencillo debutó en Chile en el puesto setenta y siete, mientras que en su cuarta semana alcanzó el lugar número cuarenta y uno.

#### Ya no quiero verte
«Ya no quiero verte» es una canción con elementos Electro pop, lanzada como el último sencillo promocional del álbum a principios de 2010. Pese a su ardua promoción en el programa Yingo, no obtuvo un mayor éxito comercial logrando debutar en el puesto noventa y tres en Chile.

## Posicionamiento en las listas

### Semanales

#### Álbumes
| América del Sur |                     |                 |    |
| Chile           | Chile Singles Chart | Top 100 álbumes | 40 |

#### Sencillos
| América del Sur |                   |                    |    |
| Chile           | Top 100 canciones | Regresarás         | 28 |
| Chile           | Top 100 canciones | Cierra la puerta   | 41 |
| Chile           | Top 100 canciones | Ya no quiero verte | 93 |

## Listado de canciones
| CD - Descarga digital |                                                    |          |  |
| N.º                   | Título                                             | Duración |  |
| 1.                    | «Cierra la puerta»                                 | 02:58    |  |
| 2.                    | «Regresarás»                                       | 03:32    |  |
| 3.                    | «Cielo azul»                                       | 03:28    |  |
| 4.                    | «Ya no quiero verte»                               | 03:26    |  |
| 5.                    | «Imagino»                                          | 02:18    |  |
| 6.                    | «Bailando así»                                     | 03:45    |  |
| 7.                    | «If you wanna go»                                  | 02:49    |  |
| 8.                    | «No»                                               | 03:19    |  |
| 9.                    | «Y decirte»                                        | 03:35    |  |
| 10.                   | «Lore lora»                                        | 02:40    |  |
| 11.                   | «Solo una noche»                                   | 02:45    |  |
| 12.                   | «Eres lo que busco» (con Antonio Ríos y MC Fran G) | 03:51    |  |

## Créditos
Administración
| - Selección de repertorio — Dj Amiguito - Producción general — Victoria Cabrera | - Dirección — Paula Camus - Producción ejecutiva — Anita Cruzat, Jorge Portugueiz |

Visual e imagen
| - Dirección artística — Aléx Hernández - Diseño gráfico — Loreto Toledo - Diseño — Maximiliano Gallegos | - Cabello — Marina Monsalves - Maquillaje — Fabiola Villegas - Fotografía — Patricio Jara |

Interpretación
| - Voz — Catalina Palacios | - Colaboración — Antonio Ríos |

Tecnicismo y producción
| - Producción — Gustavo Pinochet, DJ Méndez, Daniel Morales, Diego Díaz, Claudio Acosta |

## Lanzamientos
| País o estado              | Fecha                | Sello       | Edición(es)          |
| -------------------------- | -------------------- | ----------- | -------------------- |
| Historial de publicaciones |                      |             |                      |
| Chile                      | 1 de agosto de 2010  | Feria Music | CD, Descarga digital |
|                            | 30 de agosto de 2010 | Feria Music | Descarga digital     |